# Aruba aux Jeux olympiques d'été de 2024
Le Aruba participe aux Jeux olympiques de 2024 à Paris. Il s'agit de sa 10e participation à des Jeux olympiques d'été.
Les nageurs Mikèl Schreuders et Chloë Farro sont nommés porte-drapeau de la délégation d'Aruba.

## Nombre d’athlètes qualifiés par sport
Voici la liste des qualifiés et sélectionnés arubais par sport (remplaçants compris) :
| Sport    | Hommes | Femmes | Total |
| -------- | ------ | ------ | ----- |
| Cyclisme | 0      | 1      | 1     |
| Natation | 1      | 1      | 2     |
| Tir      | 1      | 0      | 1     |
| Voile    | 2      | 0      | 2     |
| Total    | 4      | 2      | 6     |

## Résultats

### BMX
| Athlète         | Compétition | Quarts de finale | Quarts de finale | Quarts de finale | Quarts de finale | Quarts de finale | Repêchage | Repêchage | Demi-finales | Demi-finales | Demi-finales | Demi-finales | Demi-finales | Finale  | Finale  |
| Athlète         | Compétition | Manche 1         | Manche 2         | Manche 3         | Résultat         | Rang             | Temps     | Rang      | Manche 1     | Manche 2     | Manche 3     | Résultat     | Rang         | Temps   | Rang    |
| --------------- | ----------- | ---------------- | ---------------- | ---------------- | ---------------- | ---------------- | --------- | --------- | ------------ | ------------ | ------------ | ------------ | ------------ | ------- | ------- |
| Shanayah Howell | Femmes      | 3e               | 3e               | 2e               | 23               | 23e              | Éliminé   | Éliminé   | Éliminé      | Éliminé      | Éliminé      | Éliminé      | Éliminé      | Éliminé | Éliminé |

### Natation
| Athlète          | Épreuve                 | Séries  | Séries | Demi-finales | Demi-finales | Finale   | Finale   |
| Athlète          | Épreuve                 | Temps   | Rang   | Temps        | Rang         | Temps    | Rang     |
| ---------------- | ----------------------- | ------- | ------ | ------------ | ------------ | -------- | -------- |
| Mikel Schreuders | 50 m nage libre hommes  | 22 s 14 | 26e    | Éliminé      | Éliminé      | Éliminé  | Éliminé  |
| Mikel Schreuders | 100 m nage libre hommes | 48 s 84 | 26e    | Éliminé      | Éliminé      | Éliminé  | Éliminé  |
| Chloë Farro      | 50 m nage libre femmes  | 26 s 49 | 32e    | Éliminée     | Éliminée     | Éliminée | Éliminée |

### Tir
| Tireurs       | Compétition                  | Qualification | Qualification | Finale  | Finale  |
| Tireurs       | Compétition                  | Points        | Rang          | Points  | Rang    |
| ------------- | ---------------------------- | ------------- | ------------- | ------- | ------- |
| Philip Elhage | Pistolet à 10 m air comprimé | 554           | 33e           | Éliminé | Éliminé |

### Voile
Nota : le résultat barré est le plus mauvais de l’athlète concerné. Il n’est pas pris en compte dans le total.
| Athlètes         | Compétition | Régates | Régates | Régates | Régates | Régates | Régates | Régates | Régates | Régates     | Régates     | Régates | Total net | Classement |
| Athlètes         | Compétition | 1       | 2       | 3       | 4       | 5       | 6       | 7       | 8       | 9           | 10          | CM      | Total net | Classement |
| ---------------- | ----------- | ------- | ------- | ------- | ------- | ------- | ------- | ------- | ------- | ----------- | ----------- | ------- | --------- | ---------- |
| Just van Aanholt | Laser       | 26      | 39      | 25      | 24      | 34      | 10      | 23      | 36      | non disputé | non disputé | EL      | 178       | 33e        |

| Athlètes      | Compétition | Régates | Régates | Régates | Régates | Régates | Régates | Régates | Régates | Régates | Régates | Régates | Régates | Régates | Total net | Medal series  | Medal series | Medal series | Classement |
| Athlètes      | Compétition | 1       | 2       | 3       | 4       | 5       | 6       | 7       | 8       | 9       | 10      | 11      | 12      | 13      | Total net | 1/4 de finale | 1/2 finale   | Finale       | Classement |
| ------------- | ----------- | ------- | ------- | ------- | ------- | ------- | ------- | ------- | ------- | ------- | ------- | ------- | ------- | ------- | --------- | ------------- | ------------ | ------------ | ---------- |
| Ethan Westera | IQFoil      | 11      | 12      | 12      | 17      | 10      | 13      | 8       | 11      | 3       | 6       | 8       | 2       | 7       | 90        | 5             | Éliminé      | Éliminé      | 8e         |